# Coupe de France 1974/75
Het seizoen 1974/75 was het 58e seizoen van de Coupe de France in het voetbal. Het toernooi werd georganiseerd door de Franse voetbalbond.
Dit seizoen namen er 1940 clubs deel (220 meer dan de record deelname uit het vorige seizoenen). De competitie ging in de zomer van 1974 van start en eindigde op 14 juni 1975 met de finale in het Parc des Princes in Parijs. De finale werd gespeeld tussen AS Saint-Étienne (voor de zesde keer finalist) en RC Lens (voor de tweede keer finalist). AS Saint-Étienne veroverde voor de vijfde keer de beker door RC Lens met 2-0 te verslaan.
AS Saint-Étienne behaalde voor de vierde keer de dubbel (landstitel en beker) in het Franse voetbal. Als landskampioen vertegenwoordigde AS Saint-Étienne Frankrijk in de Europacup I, als bekerfinalist nam RC Lens de plaats in de Europacup II 1975/76 in.

## Uitslagen

### 1/32 finale
Voor het eerst nam er een club uit een van de Franse overzeese gebieden deel aan de landelijke eindronden. De eer viel te beurt aan Golden Star uit Martinique. De wedstrijden werden 3 februari gespeeld, behalve Nice-Golden Star en Sochaux-Vauban (op 1 februari) en Sedan-Épinal (op 16 februari) gespeeld. De beslissingswedstrijden op 8 (Martigues-Montpellier), 9 en 12 (St.Germain-St.Dié) februari. De 20 clubs van de Division 1 kwamen in deze ronde voor het eerst in actie.
| Winnaar               | Uitslag     | Verliezer                  |
| --------------------- | ----------- | -------------------------- |
| AS Saint-Étienne      | 2-0         | SO Maine                   |
| RC Lens               | 2-1         | Arago Sport Orléans        |
| SEC Bastia            | 3-1         | US Saintes                 |
| Paris Saint-Germain   | 2-2 nv; 4-0 | SR Saint-Dié               |
| RC Strasbourg         | 4-0         | USM Malakoff               |
| FC Metz               | 1-1 nv; 1-0 | AC Cambrai                 |
| SCO Angers            | 3-1         | US Toulouse                |
| Olympique Marseille   | 4-0         | FC Nantes                  |
| AS Nancy              | 2-1 nv      | FC Gueugnon                |
| Sporting Toulon       | 1-0         | AS Monaco                  |
| Stade Laval           | 1-0         | US Dunkerque               |
| FC Sochaux            | 5-0         | AS Vauban                  |
| FC Martigues          | 0-0 nv; 2-0 | Montpellier La Paillade SC |
| US Valenciennes-Anzin | 2-0         | Amiens SC                  |
| Troyes Aube Football  | 2-0         | JGA Nevers                 |
| Lille OSC             | 4-1         | SC Hazebrouck              |

| Winnaar             | Uitslag     | Verliezer        |
| ------------------- | ----------- | ---------------- |
| CO Le Puy           | 1-0         | AS Béziers       |
| Stade Brest         | 2-0         | Stade Quimper    |
| OGC Nice            | 8-0         | Golden Star      |
| FC Sète             | 4-3         | CO Saint-Chamond |
| RCFC Besançon       | 1-0         | AS Betschdorf    |
| Stade Rennes        | 1-0         | AS Aulnoye       |
| FC Lorient          | 2-1         | SO Châtellerault |
| EDS Montluçon       | 3-1         | Red Star Paris   |
| FC Saint-Louis 1911 | 1-0         | AJ Auxerre       |
| AS Libourne         | 3-2         | Tours FC         |
| Stade Reims         | 2-1 nv      | Olympique Lyon   |
| Girondins Bordeaux  | 1-1 nv; 5-0 | LB Châteauroux   |
| AS Cannes           | 2-1         | Olympique Nîmes  |
| CS Sedan            | 4-1         | SAS Épinal       |
| FC Rouen            | 4-1         | AS Creil         |
| Paris FC            | 5-0         | Andernos Sport   |

### 1/16 finale
De heenwedstrijden werden tussen 28 februari, 1 en 2 maart gespeeld, de terugwedstrijden op 7, 8 en 9 maart.
 * = eerst thuis 
| Winnaar             | Uitslag     | Verliezer       |
| ------------------- | ----------- | --------------- |
| AS Saint-Étienne *  | 6-0, 2-1    | CO Le Puy       |
| RC Lens             | 0-1, 5-1    | Stade Brest *   |
| SEC Bastia *        | 2-0, 2-2    | OGC Nice        |
| Paris Saint-Germain | 4-2, 4-0    | FC Sète *       |
| RC Strasbourg       | 2-0, 3-2    | RCFC Besançon * |
| FC Metz             | 2-2, 5-0    | Stade Rennes *  |
| SCO Angers          | 3-3, 2-0    | FC Lorient *    |
| Olympique Marseille | 0-0, 1-0 nv | EDS Montluçon * |

| Winnaar                 | Uitslag           | Verliezer            |
| ----------------------- | ----------------- | -------------------- |
| AS Nancy *              | 5-0, 3-1          | FC Saint-Louis 1911  |
| Sporting Toulon         | 4-1, 5-4          | AS Libourne *        |
| Stade Laval             | 0-0, 3-1          | Stade Reims *        |
| FC Sochaux              | 0-0, 3-0          | Girondins Bordeaux * |
| FC Martigues            | 1-1, 4-0          | AS Cannes *          |
| US Valenciennes-Anzin * | 2-0, 3-5 ns (5-2) | CS Sedan             |
| Troyes Aube Football    | 0-1, 3-0          | FC Rouen *           |
| Lille OSC               | 1-0, 2-0          | Paris FC *           |

### 1/8 finale
De heenwedstrijden werden op 11 en 12 april gespeeld, de terugwedstrijden op 15,16 en 19 april.
 * = eerst thuis 
| Winnaar             | Uitslag  | Verliezer       |
| ------------------- | -------- | --------------- |
| AS Saint-Étienne    | 1-1, 3-2 | AS Nancy *      |
| RC Lens *           | 3-1, 3-1 | Sporting Toulon |
| SEC Bastia          | 0-1, 7-1 | Stade Laval *   |
| Paris Saint-Germain | 3-0, 2-0 | FC Sochaux *    |

| Winnaar               | Uitslag     | Verliezer             |
| --------------------- | ----------- | --------------------- |
| RC Strasbourg *       | 4-2, 2-1    | FC Martigues          |
| FC Metz *             | 2-0, 4-2    | US Valenciennes-Anzin |
| SCO Angers *          | 0-0, 2-1 nv | Troyes Aube Football  |
| Olympique Marseille * | 2-0, 0-1    | Lille OSC             |

### Kwartfinale
De heenwedstrijden werden op 9 mei gespeeld, de terugwedstrijden op 13 mei.
 * = eerst thuis 
| Winnaar             | Uitslag  | Verliezer             |
| ------------------- | -------- | --------------------- |
| AS Saint-Étienne *  | 2-0, 1-1 | RC Strasbourg         |
| RC Lens             | 3-4, 3-1 | FC Metz *             |
| SEC Bastia *        | 1-0, 1-0 | SCO Angers            |
| Paris Saint-Germain | 2-2, 2-0 | Olympique Marseille * |

### Halve finale
De wedstrijden werden op 7 juni gespeeld.
| Winnaar          | Uitslag | Verliezer           |
| ---------------- | ------- | ------------------- |
| AS Saint-Étienne | 2-0     | SEC Bastia          |
| RC Lens          | 3-2 nv  | Paris Saint-Germain |

### Finale
|              |                                           |       |         |                                                                             |
| 14 juni 1975 | AS Saint-Étienne                          | 2 – 0 | RC Lens | Parc des Princes, Parijs Toeschouwers: 44.725 Scheidsrechter: Robert Héliès |
| 14 juni 1975 | Oswaldo Piazza 68' Jean-Michel Larqué 79' |       |         | Parc des Princes, Parijs Toeschouwers: 44.725 Scheidsrechter: Robert Héliès |

1917/18 · 1918/19 · 1919/20 · 1920/21 · 1921/22 · 1922/23 · 1923/24 · 1924/25 · 1925/26 · 1926/27 · 1927/28 · 1928/29 · 1929/30 · 1930/31 · 1931/32 · 1932/33 · 1933/34 · 1934/35 · 1935/36 · 1936/37 · 1937/38 · 1938/39 · 1939/40 · 1940/41 · 1941/42 · 1942/43 · 1943/44 · 1944/45 · 1945/46 · 1946/47 · 1947/48 · 1948/49 · 1949/50 · 1950/51 · 1951/52 · 1952/53 · 1953/54 · 1954/55 · 1955/56 · 1956/57 · 1957/58 · 1958/59 · 1959/60 · 1960/61 · 1961/62 · 1962/63 · 1963/64 · 1964/65 · 1965/66 · 1966/67 · 1967/68 · 1968/69 · 1969/70 · 1970/71 · 1971/72 · 1972/73 · 1973/74 · 1974/75 · 1975/76 · 1976/77 · 1977/78 · 1978/79 · 1979/80 · 1980/81 · 1981/82 · 1982/83 · 1983/84 · 1984/85 · 1985/86 · 1986/87 · 1987/88 · 1988/89 · 1989/90 · 1990/91 · 1991/92 · 1992/93 · 1993/94 · 1994/95 · 1995/96 · 1996/97 · 1997/98 · 1998/99 · 1999/00 · 2000/01 · 2001/02 · 2002/03 · 2003/04 · 2004/05 · 2005/06 · 2006/07 · 2007/08 · 2008/09 · 2009/10 · 2010/11 · 2011/12 · 2012/13 · 2013/14 · 2014/15 · 2015/16 · 2016/17 · 2017/18 · 2018/19 · 2019/20 · 2020/21 · 
2021/22 · 2022/23 · 2023/24 · 2024/25 ·